# Sultanato saadí
El sultanato saadí, saadiana o saadita (en árabe: السعديون‎, romanizado: as-saʿdiyyūn) fue un Estado que gobernó en el actual Marruecos y otros territorios del norte de África entre el siglo XVI y el XVII. Fue dirigida por la dinastía saadí (en árabe: سعديون‎, romanizado: sa‘adiyūn, lit. 'saadíes'), una dinastía árabe jerifiana.
Desde 1509 hasta 1554 los dominios de la dinastía saadí ocupaban únicamente la región sur del actual Marruecos. El control saadí sobre la totalidad del territorio de Marruecos empieza con el gobierno del sultán Mohámmed ash-Sheij en 1554 y el final de esta dinastía ocurre en 1659 con la muerte del sultán Áhmad el-Abbás.
La dinastía saadí afirmaba ser una familia jerife, originaria del Hiyaz, descendientes de Mahoma a través de Ali ibn Abi Tálib y Fátima az-Zahra (hija de Mahoma) y del primogénito de estos últimos: el imán Hasan ibn Ali. Los saadíes provenían de Tagmadert, en el valle del río Draa, al sur de Marruecos. Su población de origen era Tidzi, diez kilómetros al norte de Zagora (provincia de Zagora).
El apelativo de saadí fue dado a Bani Zaydán, jerife de Tagmadert, por sus enemigos, quienes trataron de denigrar su descendencia hasánida al decir que provenía de la familia de Halimah Saadiyya, nodriza de Mahoma. El más famoso de los sultanes de la dinastía saadí fue Áhmed al-Mansur (1578-1603), constructor del palacio El-Badi en Marrakech y contemporáneo de Felipe II de España e Isabel I de Inglaterra. Uno de sus más importantes logros fue expulsar a los portugueses de Marruecos y defender el país contra los otomanos.
Antes de conquistar Marrakech, la ciudad capital de los gobernantes de la dinastía saadí fue Tarudant. Las tumbas saadíes son un mausoleo que recogen los restos de 70 miembros de la dinastía saadí en Marrakech y que fueron redescubiertas en 1917.
El último sultán saadí, Ahmad al-Abbas, fue asesinado en 1659, lo que puso fin a la dinastía. Moulay al-Rashid conquistó Marrakech en 1668 y dirigió a la dinastía alauí para establecer un nuevo sultanato en Marruecos.

## Historia

### Aparición
Los saadíes se hicieron con el poder en Marruecos en medio de una crisis. A finales del siglo XV, españoles, portugueses y otomanos habían establecido guarniciones en el territorio, que a la vez sufría enfrentamientos religiosos. La incapacidad de los meriníes para afrontar estas amenazas suscitó la crítica de morabitos que afirmaban ser jerifes —descendientes del profeta Mahoma—.

Marruecos en 1515 y las campañas saadíes posteriores que permitieron su expansión y la reducción de los territorios en poder de los europeos.

Entre 1509 y 1511 Abu Abdallah al-Qaim, aceptó la petición de ponerse al frente de las fuerzas musulmanas contra los cristianos. Apoyado por los morabitos, inició los enfrentamientos contra los portugueses. La guerra aseguró a sus hijos Áhmad al-Araŷ (1517-1544) y Mohámmed ash-Sheij (1544-1557) la posesión del sur de Marruecos hasta el Umm er-Rbia, mientras en el norte dominaban los wattásidas. En 1524, el mayor de los hermanos, Áhmad, conquistó Marrakech, quedándose su hermano Mohámmed, con el control de Sus.
Estalló posteriormente un conflicto entre los dos hermanos y la intervención del sultán wattásida en la querella no hizo sino acelerar el final de su gobierno. Áhmad al-Araŷ, se convirtió en emir de Marrakech, con sometimiento al sultán wattásida de Fez. Mohámmed ash-Sheij entró en Fez (1544 o 1550) y un intento de restauración de los mariníes en 1554 con el apoyo de los otomanos de Argel fracasó y consolidó la dinastía saadí.
La victoria militar de Mohámmed ash-Sheij, oriundo de la región de Tafilálet, le permitió en 1554 proclamar la nueva dinastía saadí. Esta logró mantener la independencia del país frente a europeos y otomanos y emprender la expansión tanto por el Mediterráneo como en el África occidental.
En 1544, los saadíes se apoderaron de Marrakech, y trataron en vano que los Songhai les entregasen las minas de sal de Taghaza.
Tanto Abdalah al-Ghálib bi-l-Lah (1557-1574) como su sucesor Abu Abdallah Mohámmed II fomentaron el comercio con la Inglaterra de Isabel I al tiempo que recibían ayuda de Felipe II de España contra los otomanos.

### Apogeo
La dinastía alcanzó su máximo esplendor durante el reinado de Áhmad al-Mansur (1578-1603). Este aumentó el comercio con las naciones europeas y aprovechó políticamente sus disensiones. Gracias a estas, por ejemplo, obtuvo de los españoles la posesión de Arcila en 1589, aunque fue recuperada por los españoles.
El armamento portugués capturado en la batalla de Alcazarquivir —grave derrota portuguesa— en 1578 y la organización de un ejército de inmigrantes andalusíes y mercenarios le permitió en 1590 emprender la conquista del Imperio songhai. La meta de esta era obtener el control del oro proveniente del sur del Sáhara, que el aumento del comercio marroquí con Europa, deficitario, hacía conveniente.
Durante el reinado de al-Mansur se produjo una modernización militar que, sin embargo, no vino acompañada de los necesarios cambios sociales y económicos necesarios para sustentarla. La tecnología necesaria para remozar sus fuerzas armadas provenía del comercio con Europa, no de la producción nacional.

## Cronología
- 1509: Creación del principado saadí en Tagmadert en el río Draa.
- 1511: Los saadianos reciben el apoyo de los Sus.
- 1513: Portugal tomó Azamor el 3 de septiembre.
- 1524: los saadianos reciben el apoyo de las tribus Hintata, que controlan Marrakech.
- 1527: Los wattásidas reconocen el reinado saadí del sur de Marruecos a través del Tratado de Tadla.
- 1541: El ejército saadí expulsa a los portugueses de Agadir, Azamor, Azafí.
- 1548: Los saaditas se anexionan totalmente el reino wattásida (con capital en Fez).
- 1550: Los saaditas toman Arcila a Portugal en agosto.
- 1554: Mohámmed esh-Sheij derroca a Áhmad el-Abbás, el último sultán wattasí. Reunifican Marruecos en 1554 y combaten al ejército portugués, la gran potencia marítima de la época.
- 1560: Cesión a España de las islas Alhucemas.
- 1561-1567: Anexión de los principados de Tetuán, Chauen y Debdú.
- 1577: Portugal reconquista Arcila, recuperada en 1589, retomada por los españoles en 1592.
- 1578: en Ksar el-Kebir (batalla de los Tres Reyes o de Alcazarquivir) destruyeron completamente al ejército portugués. A continuación se concentraron en la parte noreste de Marruecos, con el fin de proteger el reino contra los ataques otomanos.
- 1581: Conquista del Tuat.
- 1591: Batalla de Tondibi, conquista del Imperio songhai.
- 1603-1627: Guerra civil después de la muerte de Ahmad al-Mansur, que enfrentó a tres pretendientes: Fares Abu Abdalah, Zidán al-Násir y Mohámmed esh-Sheij el-Mamún; comienzo de la decadencia del Imperio saadí.
- 1610: los saaditas ceden a España la ciudad de Larache, que pasa a llamarse San Antonio de Alarache.
- 1614: España ocupa La Mamora en agosto.
- 1628: reconquistan Fez y Marrakech, pero no recuperan el control sobre sus otros territorios: Rabat, Salé y Tetuán gobernados por andalusíes, Tafilálet por los alauitas, Uchda por los otomanos y muchos otros territorios perdidos a manos de caudillos militares, caciques zauías y tribus refractarias; pierden gradualmente el control sobre los territorios que quedaron bajo su dominio hasta que en 1659 desaparecen de la política marroquí. Asume el poder la Dinastía alauí.

## Gobernantes

### Hasta 1554 en el sur de Marruecos
- Abu Abdallah al-Qaim (1509-1517)
- Ahmad al-Araŷ (1517-1544)

### Desde 1554 hasta 1603
- Mohámmed ash-Sheij (1544-1557) (gobernó todo Marruecos después de 1554)
- Abdallah al-Ghalib (1557-1574) (comandante marroquí en la batalla de Wadi al-Laban)
- Abu Abdalah Mohámmed II (1574-1576)
- Abu Marwan Abd al-Malik I (1576-1578)
- Ahmad al-Mansur (1578-1603)
- Abu Faris Abdalah (n. 1564) (r. 1603-1608 en partes de Marruecos)

### 1603-1659 gobernantes en Marrakech
- Mawlay Zidán Abu Maali (r. 1603-1627)
- Abu Marwan Abd al-Malik II (r. 1627-1631)
- Al-Walid ibn Zidán (r. 1631-1636)
- Mohámmed esh-Sheij es-Seghir (r. 1636-1655)
- Áhmad el-Abbás (r. 1655-1659)

### 1603-1627 gobernantes en Fez (con poder local)
- Mohámmed esh-Sheij el-Mamún (n. 1560), (r. 1604-1613)
- Abdalah II (r. 1613-1623)
- Abd el-Málek (r. 1623-1627)

## Cultura
- Mohámmed al-Arbi al-Fasi (m. 1642), historiador.

Arte Saadí
- Tumbas saadíes
- Palacio El Badi